# Belvédère (Sanssouci)
De belvédère van Sanssouci (Duits: Belvedere auf dem Klausberg) is een uitzichtspaviljoen aan de rand van het Sanssoucipark in Potsdam. Het werd tussen 1770 en 1772 in opdracht van Frederik II gebouwd.
De rotunda heeft twee verdiepingenen en bevindt zich iets ten noordwesten van het Drakenhuis op de Klausberg. Het biedt een weids uitzicht over het gehele park, de stad Potsdam en het omringende landschap. Na een voltreffer bij artilleriebeschietingen in de laatste dagen van de Tweede Wereldoorlog brandde de belvédère bijna tot de grond toe af. Pas na de hereniging werd de bouwval herbouwd en sinds 2002 is het weer in oude staat. Sinds 1971 huisvest het gebouw de porseleincollectie van de Königliche Porzellan-Manufaktur (KPM).
De belvédère is het laatste paviljoen dat door Frederik II toegevoegd werd aan het Sanssoucipark. Nadat het Nieuwe Paleis in 1769 gereed was gekomen richtte de vorst zijn aandacht op de verdere verfraaiing van het park. De architect Georg Christian Unger kreeg de opdracht om boven op de heuvel Klausberg een uitzichtstoren te bouwen. Als model daarvoor moest een tekening uit 1738 van de Italiaanse archeoloog en astronoom Francesco Bianchini dienen. In deze tekening had Bianchini gepoogd een reconstructie te maken van een van de paleizen op de Palatijnse heuvel in Rome. De tekening toont een met zuilen omringde centraalbouw met een koepel. Het gebouw dat Unger ontwierp nam deze elementen inderdaad over. Op de onderste van de twee verdiepingen wordt het ronde bouwwerk omringd met twintig Ionische zuilen, rond de bovenste etage vormen twintig zuilen van de Korinthische orde een galerij die aan de west- en oostzijde uitzwenken in balkons. De galerij is toegankelijk via een gebogen dubbele trap. De koepel die de belvédère bekroont wordt omringd door een balustrade voorzien van twintig godenbeelden in het verlengde van de zuilen. Het interieur werd tussen 1990 en 2002 hersteld. De decoraties in marmerimitatie (Stucco lustro) en de gewelfschildering van de koepel werden daarbij nauwgezet gereconstrueerd.
Dit object is onderdeel van het ensemble paleizen en parken van Potsdam en Berlijn dat in 1990, 1992 en 1999 in drie fasen op de werelderfgoedlijst van de UNESCO is geplaatst. Andere items ervan zijn:
De Russische kolonie Alexandrowka · 
De Antieke Tempel · 
Het Slot Babelsberg · 
Het Babelsbergpark · 
De Belvédère op de Pfingstberg · 
 De Belvédère van Sanssouci · 
De Bildergalerie · 
Slot Cecilienhof · 
Slot Charlottenhof · 
Het Chinese theehuis · 
 Het Drakenhuis · 
Het Glienickepark · 
Het Jachtslot Glienicke · 
Het Slot Glienicke · 
 Het keizerlijk station van Potsdam · 
Het Marmerpaleis · 
De Neptunusgrotte · 
Het Nieuwe paleis · 
De Nieuwe Tuin · 
De Nieuwe Vertrekken · 
De blokhut Nikolskoë · 
Het Oranjerieslot · 
Het Pauweneiland · 
De Sint-Petrus-en-Pauluskerk van Nikolskoë · 
De Pomonatempel · 
De Romeinse baden · 
Slot Sanssouci · 
Slot Sacrow · 
 De Verlosserkerk van Sacrow · 
De Vredeskerk · 
De vriendschapstempel